# Bulu Lor (Jambon)
Bulu Lor is een bestuurslaag in het regentschap Ponorogo van de provincie Oost-Java, Indonesië. Bulu Lor telt 3624 inwoners (volkstelling 2010).